# Hurra, ein toller Onkel wird Papa
Hurra, ein toller Onkel wird Papa ist ein 1970 entstandenes deutsches Filmlustspiel von Hans Albin. In den Hauptrollen spielen Beppo Brem als „toller Onkel“ und Maria Brockerhoff, deren letzter Kinofilm es war.

## Handlung
In einem idyllischen Weindorf am Main leben Kilian und Maria. Beide sind in inniger Liebe miteinander verbunden. Doch dem trauten Glück droht familiäres Ungemach, denn Marias Vater hat als Zukünftigen für sein Töchterlein längst einen anderen Mann, einen begüterten Hotelier, ausgeguckt. Erwartungsgemäß ist Maria davon überhaupt nicht begeistert. Nun ist guter Rat teuer, doch Maria hat einen patenten und gewieften Onkel. Der heißt Dr. Blomoser und ist im bayerischen Ochsenheim von Beruf Tierarzt. Der Bajuware hat schon so manchem kranken Waldi das Beinchen bandagiert, wieso soll er also nicht auch Maria verarzten und ihr in diesem Fall von gefährdeter Liebe aus der Patsche helfen können? Mit seiner Hilfe und Kilians beherztem Einstehen für seine Liebe können Kilian und Maria am Ende doch noch heiraten, und der vermeintliche Onkel wird dann auch noch zum Papa – nämlich dem wahren Vater Marias, wie sich schlussendlich herausstellt.

## Produktionsnotizen
Hurra, ein toller Onkel wird Papa, auch unter dem Zweittitel Der Viehdoktor von Ochsenheim, entstand Mitte 1970 und wurde am 26. November 1970 in Würzburg uraufgeführt. Es war die letzte Spielfilmregie Hans Albins.

## Kritik
„Ein primitiver Unterhaltungsversuch in grober bayrischer Schwankmanier, ‚garniert‘ mit einem Abstecher nach München, der in einen ‚Rauschgift-Trip‘ ausartet.“